# Nhạn hông trắng Á châu
Nhạn hông trắng Á châu (danh pháp khoa học: Delichon dasypus) là một loài chim di trú thuộc họ Én (Hirundinidae). Loài này có phần trên chủ yếu là màu xanh đen, hông màu trắng và phần dưới màu xám nhạt. Cả ba phân loài của nhạn sinh sản ở dãy Himalaya và ở Trung và Đông Á, và trải qua mùa đông ở vùng núi thấp hơn hoặc ở Đông Nam Á. Loài này có nhiều trong phạm vi phân bố và đang mở rộng về phía bắc đến Siberia, vì vậy hiện không có lo ngại nào về tình trạng bảo tồn của chúng.
Loài nhạn này sinh sản theo đàn, xây tổ bằng bùn bên dưới phần nhô ra trên vách đá thẳng đứng hoặc tường của một tòa nhà. Cả chim bố và mẹ đều cùng xây tổ, ấp ba hoặc bốn quả trứng màu trắng mỗi lứa và cùng cho chim con ăn. Nhạn hông trắng Á châu ăn côn trùng nhỏ khi bay trên không trung. Sự hiện diện của bọ đuôi bật trên cạn và ấu trùng bọ cánh vẩy trong khẩu phần ăn của nhạn cho thấy rằng đôi khi chúng kiếm ăn trên mặt đất.

## Phân loại
Nhạn hông trắng Á châu được nhà tự nhiên học và điểu học người Pháp Charles Lucien Bonaparte mô tả chính thức lần đầu tiên vào năm 1850, dựa trên một mẫu vật từ Borneo, với danh pháp Chelidon dasypus. Ngay sau đó, năm 1854, nhà côn trùng học người Anh Frederic Moore và nhà tự nhiên học người Mỹ Thomas Horsfield chuyển loài này sang chi Delichon. Delichon là đảo chữ của từ Hy Lạp cổ đại χελιδών (chelīdōn, có nghĩa là nhàn/én"), và dasypus bắt nguồn từ từ Hy Lạp δασύπους (chân thô ráp). Họ hàng gần nhất của loài nhạn này là nhạn hông trắng Nepal (Delichon nipalense) và nhạn hông trắng Xibia (Delichon urbicum). Nhạn hông trắng Á châu có ba phân loài:
- D. d. dasypus (Bonaparte, 1850): Phân loài đại diện, sinh sản ở miền đông nước Nga và các đảo lân cận.
- D. d. cashmeriensis (John Gould, 1858): phân bố ở dãy Himalaya và Trung Á, dựa trên mẫu vật do Andrew Leith Adams thu thập ở Kashmiri.[9]
- D. d. nigrimentalis (Ernst Hartert, 1910): được tìm thấy ở phía đông nam của phạm vi sinh sản, dựa trên mẫu vật thu thập ở Phúc Kiến, Trung Quốc.[10]

## Miêu tả

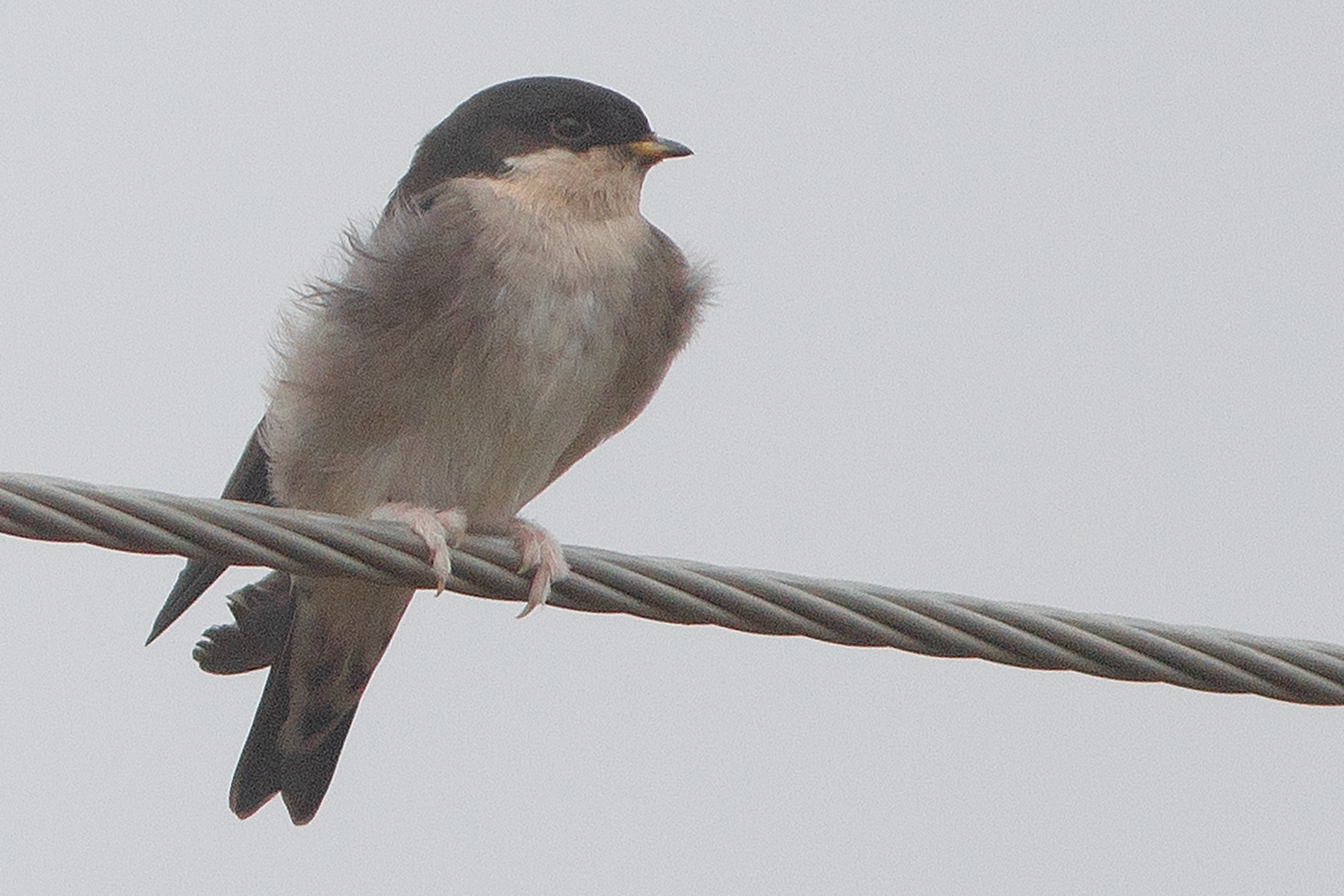
D. d. cashmeriensis ở Sikkim, Ấn Độ.

Phân loài đại diện của nhạn hông trắng Á châu trưởng thành dài 12 cm (4,7 in), phần trên màu xanh thép đậm, hông màu trắng tương phản, phần dưới màu trắng xám và đuôi hơi chẻ. Đuôi và phần cánh trên có màu nâu đen, phần cánh dưới có màu nâu xám. Chân và bàn chân có màu nâu hồng và phủ lông màu trắng, mắt màu nâu và mỏ màu đen. Có rất ít sự khác biệt về ngoại hình giữa hai giới, mặc dù con đực có phần bên dưới trắng hơn con cái, đặc biệt là ở phần lông tơ. Chim non ít sáng hơn và có phần trên màu nâu sẫm, đôi khi có phần hông màu nâu nhạt và phần dưới màu trắng xám.
D. d. cashmiriensis có phần trên màu xanh sáng hơn và hông trắng hơn so với phân loài đại diện. Phân loài nhỏ nhất là D. d. nigrimentalis. Cả ba phân loài đều có thể được phân biệt với nhạn hông trắng Nepal có hình thái tương tự nhờ cằm đen, lông dưới đuôi màu đen và đuôi vuông hơn nhiều. Nhạn hông trắng Á châu giống với nhạn hông trắng Xibia, nhưng bên dưới sẫm màu hơn và đuôi chẻ ít sâu hơn. Sự nhầm lẫn rất có thể xảy ra giữa nhạn hông trắng Á châu trưởng thành đực, có phần dưới nhạt màu hơn, và phân loài phía đông của nhạn hông trắng Xibia, D. urbicum lagopodum có đuôi ít phân nhánh hơn so với các phân loài phía tây, mặc dù phần chẻ đuôi rõ ràng hơn nhạn hông trắng Á châu.
Tiếng kêu của nhạn hông trắng Á châu là tiếng kim loại réo rắt của hoặc tiếng ríu rít. Tiếng gọi của chúng là tiếng bíp khô bằng kim loại, thường có hai hoặc ba âm tiết. Tiếng kêu của loài tương tự như của nhạn hông trắng Xibia, nhưng vang ồn hơn.

## Phân bố và môi trường sống
Phân loài đại diện D. d. dasypus sinh sản ở đông nam nước Nga, quần đảo Kuril, Nhật Bản và đôi khi là Triều Tiên. Chúng di trú qua miền đông Trung Quốc đến trú đông ở bán đảo Mã Lai, Borneo, Philippines, Java và Sumatra. Một vài cá thể vẫn ở lại quanh các suối nước nóng ở Nhật Bản. D. d. cashmeriensis sinh sản trên dãy Himalaya từ Afghanistan về phía đông đến Sikkim và về phía bắc đến Tây Tạng, miền tây và trung Trung Quốc. Chúng được tìm thấy ở độ cao 1.500–5.000 m (4.900–16.400 ft), đặc biệt tập trung trong khoảng 2.400–4.000 m (7.900–13.100 ft). Phân loài này di trú tầm gần, chủ yếu trú đông ở độ cao thấp hơn ở chân đồi của dãy Himalaya, nhưng cũng có một số cá thể đến vùng đồng bằng đông bắc Ấn Độ và vùng đông bắc và đông nam Bangladesh. Một số khác di trú xa hơn đến Myanmar và miền bắc Thái Lan. Phân loài thứ ba, D. d. nigrimentalis, sinh sản ở đông nam Trung Quốc và nam Siberia. Nơi trú đông của phân loài này vẫn chưa được biết rõ, nhưng quần thể ở Đài Loan chỉ di trú xuống độ cao thấp hơn vào mùa đông. Phạm vi không sinh sản đã được ghi nhận ở xa về phía tây như Các Tiểu vương quốc Ả Rập Thống nhất. Phạm vi của D. d. cashmeriensis chồng lên phạm vi của nhạn hông trắng Nepal, mặc dù chúng sinh sản ở độ cao lệch nhau nhẹ. Sự chênh lệch về chiều cao và những khác biệt nhỏ về ngoại hình dường như là đủ để ngăn cản chúng giao phối.
Môi trường sống ưa thích của nhạn hông trắng Á châu là các thung lũng và hẻm núi ở vùng núi hoặc vách đá ven biển, nơi có các hang động hoặc kẽ hở tự nhiên được dùng làm nơi làm tổ. Chúng cũng sinh sản ở những địa điểm nhân tạo lớn như đền chùa, khách sạn hoặc nhà máy điện. Loài nhạn này có xu hướng di chuyển đến vùng đất trống hoặc vùng đồi núi có độ cao thấp hơn trong các khu vực trú đông của chúng, mặc dù chúng cũng đã được ghi nhận ở độ cao lên tới 2.565 m (8.415 ft) ở Thái Lan.

## Hành vi

### Sinh sản
Nhạn hông trắng Á châu là loài làm tổ trên vách đá, sinh sản theo đàn nằm dưới phần nhô ra trên một vách đá thẳng đứng, và thường thì các tổ không chạm vào nhau. Chúng cũng thường xuyên làm tổ trên các tòa nhà lớn như đền thờ và cầu, nhưng không phân bố rộng như nhạn hông trắng Xibia. Tổ là một hình nón bùn sâu được lót bằng cỏ hoặc lông vũ. Không giống như họ hàng, nhạn hông trắng Á châu thường không hoàn thiện lớp vỏ tổ, thay vào đó, chúng để hở giống như một phiên bản sâu hơn của tổ nhạn bụng trắng. Một nghiên cứu của Nga cho thấy một nửa số tổ trong khu vực nghiên cứu Baikal là loại tổ hở, và phân loài Himalaya D. d. cashmiriensis cũng đã được ghi nhận là có thể xây tổ nhạn hình cốc.
Mỗi lứa thông thường có ba hoặc bốn (đôi khi lên đến sáu) quả trứng màu trắng trơn có kích thước trung bình 20,2 mm × 14,1 mm (0,80 in × 0,56 in) và nặng 2,1 g (0,074 oz). Thời gian ấp trứng và chim con biết bay vẫn chưa được biết rõ, nhưng có lẽ tương tự như nhạn hông trắng Xibia, có thời gian ấp từ 14 đến 16 ngày cho đến khi trứng nở và thêm 22 đến 32 ngày nữa để chim non biết bay. Cả chim bố và mẹ đều cùng xây tổ, ấp trứng và cùng cho chim con ăn.

### Kiếm ăn
Nhạn hông trắng Á châu ăn côn trùng bắt được khi đang bay. Giống như họ hàng, chúng có xu hướng kiếm ăn khi đang bay, chủ yếu ăn ruồi nhỏ, rệp và bọ cánh màng. Một loạt các loài côn trùng khác cũng bị bắt, bao gồm cả bọ cánh vẩy, bọ cánh cứng và bọ cánh gân. Sự hiện diện của bọ đuôi bật trên cạn và ấu trùng bọ cánh vẩy trong khẩu phần ăn của nhạn cho thấy rằng đôi khi chúng kiếm ăn trên mặt đất.

### Thiên địch và ký sinh trùng
Chim thường mang ký sinh trùng, bao gồm cả chấy, bọ chét ở bên ngoài và ký sinh trùng trong máu. Nhạn hông trắng Á châu là vật chủ của loài bọ chét nhạn hông trắng Ceratophyllus hirundinis, và gần đây đã được chứng minh là có mang mầm bệnh sốt rét ở gia cầm. Những loài săn mồi của loài nhạn này dường như ít được nghiên cứu, nhưng có lẽ tương tự như những loài săn mồi của nhạn hông trắng Xibia, cụ thể là những loài chim ưng bay nhanh như cắt bụng hung (Falco severus), có thể bay đuổi theo con mồi.

## Tình trạng bảo tồn
Nhạn hông trắng Á châu có phạm vi phân bố rộng lớn và dường như không bị thu hẹp. Số lượng cá thể có vẻ ổn định, mặc dù chưa rõ con số cụ thể. Vì có phạm vi phân bố rộng hơn 20.000 km2 (7.700 dặm vuông Anh) và có hơn 10.000 cá thể trưởng thành, nên nếu không có bất kỳ sự suy giảm lớn nào về phân bố hoặc số lượng thì loài này dường như không đáp ứng các tiêu chí để được coi là dễ bị tổn thương. Hiện Liên minh Bảo tồn Thiên nhiên Quốc tế (IUCN) phân loại loài này là loài ít quan tâm. Quần thể loài tương đối đông trong phạm vi phân bố và dường như đang mở rộng phạm vi về phía bắc đến nam Siberia.